# Norbert Marshall Andradi
Norbert Marshall Andradi OMI (* 30. August 1949 in Maggona) ist Bischof von Anuradhapura.

## Leben
Norbert Marshall Andradi trat der Ordensgemeinschaft der Oblaten (OMI) bei, legte die Profess am 8. September 1974 ab und der Bischof von Chilaw, Frank Marcus Fernando, weihte ihn am 10. Mai 1980 zum Priester.
Papst Johannes Paul II. ernannte ihn am 14. November 2003 zum Bischof von Anuradhapura. Die Bischofsweihe spendete ihm der Erzbischof von Colombo, Oswald Thomas Colman Gomis, am 10. Januar des nächsten Jahres; Mitkonsekratoren waren Frank Marcus Fernando, Bischof von Chilaw, und Rayappu Joseph, Bischof von Mannar.